# George Southall
Montford George "Monty" Southall (Wandsworth, Londres, 17 de juliol de 1907 - Waveney, Suffolk, 2 de maig de 1993) va ser un ciclista anglès que va prendre part en els Jocs Olímpics d'Amsterdam de 1928. Va guanyar una medalla de bronze en la prova de persecució per equips, formant equip amb els germans Harry, Leonard i Percy Wyld.